# Персі Вільямс
Персі Альфред Вільямс (англ. Percy Alfred Williams; 19 травня 1908 — 29 листопада 1982) — канадський легкоатлет, дворазовий олімпійський чемпіон зі спринтерського бігу.

## Біографія
Народився 19 травня 1908 року в місті Ванкувер, провінція Британська Колумбія, Канада.
У дитинстві, через захворювання на ревматизм, лікарі забороняли йому займатись спортом. Проте у 1924 році він уперше взяв участь у змаганнях з бігу й до 1927 року став добре відомим у Ванкувері.
Аби заробити на проїзд до Гамільтона (провінція Онтаріо), де відбувався відбір на Олімпійські ігри, він працював офіціантом і посудомийником у вагоні-ресторані. Вперше взявши участь у забігу на 100 метрів, він переміг, повторивши олімпійський рекорд (10.6 сек). Перемігши й на дистанції 200 метрів, він гарантував собі місце в олімпійській команді.
На літніх Олімпійських іграх 1928 року в Амстердамі (Нідерланди) брав участь у спринтерському бігу на 100 та 200 метрів, перемігши в обох дисциплінах і виборовши дві золоті олімпійські медалі. У чвертьфіналі та півфіналі змагань з бігу на 100 метрів повторив олімпійський рекорд (10.6 сек), у фінальному ж забігу переміг з результатом 10.8 сек. Також брав участь у естафеті 4×100 метрів, але у фінальному забігу канадська четвірка була дискваліфікована через втрату естафетної палички.
У 1930 році на перших іграх Британської імперії переміг у бігу на 110 ярдів. На цих же змаганнях пошкодив м'яз, ця травма дошкулятиме йому всю подальшу кар'єру.
Брав участь у літніх Олімпійських іграх 1932 року, проте стара травма не дала змоги показати високі результати й вибороти нагороди.
Залишивши спорт, працював страховим агентом. Ніколи не був одруженим.
Страждаючи від депресії та сильних болів у суглобах, 29 листопада 1982 року покінчив життя самогубством.

## Олімпійські результати
| Олімпіада      | Дисципліна        | Результат | Місце |
| -------------- | ----------------- | --------- | ----- |
| Амстердам 1928 | біг на 100 метрів | 10.8 сек  | 1     |
| Амстердам 1928 | біг на 200 метрів | 21.8 сек  | 1     |

## Визнання
Проведеним у 1950 році канадською пресою опитуванням було визнано Персі Вільямса найкращим легкоатлетом Канади за останні 50 років.
У 1972 році його визнано «канадським олімпійцем всіх часів».
Занесений до зал спортивної слави Канади і Британської Колумбії.
У 1980 році обраний членом ордена Канади.